# Dżurdżi Zajdan
Dżurdżi Zajdan (ar. جورجي زيدان; ur. 14 grudnia 1861, zm. 21 lipca 1914) – egipski historyk, literaturoznawca, publicysta i pisarz pochodzenia libańskiego. Autor dwudziestu trzech powieści, w zdecydowanej większości historycznych, przeznaczonych dla szerokiego grona odbiorców, w których opisywał historię Arabów, mając na celu rozbudzanie arabskiego patriotyzmu. Był autorem pierwszej napisanej przez Araba historii literatury arabskiej opracowanej według współczesnej zachodnioeuropejskiej metodologii badawczej. Zajmował się również badaniami nad językiem i historią Arabów.

## Życiorys
Pochodził z Libanu, z rodziny prawosławnej. Studia medyczne rozpoczął na Uniwersytecie Amerykańskim w Bejrucie, po czym przeniósł się na Uniwersytet Kairski. Ostatecznie nie ukończył studiów, lecz zajął się publicystyką i twórczością literacką, które pasjonowały go od młodości. W Kairze założył pismo "Półksiężyc" (Al-Hilal) o profilu kulturalnym, publikujące przede wszystkim teksty o tematyce związanej z językiem i literaturą arabską oraz historią Arabów. Wiele z nich było jego własnego autorstwa. Na łamach pisma ukazywały się również arabskie opowiadania i powieści w odcinkach lub przekłady prozy obcej na język arabski.

## Twórczość literacka
Dżurdżi Zajdan był najwybitniejszym arabskojęzycznym twórcą powieści historycznych, znacząco przyczynił się również do spopularyzowania tego gatunku w literaturze krajów arabskich. Inspiracją dla Zajdana z jednej strony była powieść historyczna europejska, bliska literaturze popularnej, z drugiej zaś strony - tradycja arabskiej literatury adabowej. Pisarz zamierzał poprzez swoje powieści  przedstawiać czytelnikom pozytywne wzorce postępowania, upowszechniać wiedzę o dorobku kultury arabskiej i dawnej potędze politycznej Arabów. Z drugiej strony dążył do tego, by jego teksty miały możliwie przystępną, wręcz rozrywkową formę.
Dżurdżi Zajdan jest autorem 22 powieści historycznych i jednej powieści obyczajowej. Większość, 17 powieści, tworzy cykl prezentujący dzieje Arabów od okresu przedislamskiego do panowania Saladyna. Akcja dwóch utworów rozgrywa się za panowania Muhammada Alego, jedna zaś - podczas rewolucji młodotureckiej. Kolejno Zajdan opublikował powieści Zbiegły Mameluk (1891), Jeniec wojenny al-Mahdiego (1892), Tyrania Mameluków (1893), Egipcjanka Armanusa (1895), Dziewczyna-bohaterka z rodu Ghassam (1897; jedna z bardziej udanych powieści tego autora), Dziewica Kurajszytów (1898), 17 ramadan (1899), Bohaterka Karbali (1900), Al-Hadżdżadż ibn Jusuf (1901), Podbój Andaluzji (1902), Karol i Abd ar-Rahman (1903), Abu Muslim al-Churasani (1904), Al-Amin i al-Mamun (1906), Narzeczona z Farghany (1907), Ahmad ibn Tulun (1908), Abd ar-Rahman an-Nasir (1909), Przewrót osmański (1911), Dziewczyna-bohaterka z Kajrawanu (1912), Salah ad-Din i podstępy asasynów (1912), Szadżarat ad-Durr (1914). W powieściach Zajdana opis wydarzeń historycznych miał większe znaczenie, niż wątki fikcyjne, blisko zresztą z nimi splecione. Pisarz umieszczał również w powieściach osobiste komentarze i refleksje, potępiając fanatyzm religijny, wzywając do zgody Arabów różnych wyznań, chwalił rządy Muhammada Alego, kontrastując je z rządami Mameluków, które przedstawiał jako krwawą tyranię, gloryfikował Saladyna i Mahdiego z Sudanu, z uznaniem pisał o Isma’ilu Paszy jako o mecenasie sztuki i kultury. Pozytywna ocena Mahdiego z Sudanu nie przeszkadzała mu wyrażać w swoich utworach pewnych sympatii anglofilskich.
Powieści Zajdana były za jego życia bardzo popularne, przyczyniały się - zgodnie z intencjami twórcy - do budzenia arabskiego patriotyzmu. Niektóre z jego dzieł zostały przetłumaczone na języki zachodnioeuropejskie.

## Dorobek naukowy
Dżurdżi Zajdan był autorem pierwszej w świecie arabskim syntezy dziejów literatury arabskiej opracowanej w oparciu o metodologię zachodnioeuropejskich badań literaturoznawczych, zatytułowanej Historia literatury w języku arabskim. Napisał również Historię języka arabskiego oraz Filozofię języka - studia poświęcone językowi arabskiemu. Zajdan zajmował się również historią Arabów oraz kulturą arabską i muzułmańską. Jest autorem syntezy pt. Historia cywilizacji muzułmańskiej oraz prac Arabowie przed islamem i Nowa historia Egiptu oraz pracy genealogicznej Genealogie dawnych Arabów i zbioru biografii sławnych Arabów pt. Życiorysy sławnych ludzi Wschodu.